# Arabi Escolàstic
Arabi Escolàstic, en llatí Arabius Scholasticus, en grec antic Ἀράβιος Σχολαστικὸς, fou un poeta grec, autor de set epigrames inclosos a l'Antologia grega.
Va viure probablement durant el govern de l'emperador Justinià I.